# Hiesse

Hiesse este o comună în departamentul Charente, Franța. În 1 ianuarie 2022 avea o populație de 238 de locuitori.